# Liparis hagerupii
Liparis hagerupii är en orkidéart som beskrevs av Johannes Jacobus Smith. Liparis hagerupii ingår i släktet gulyxnen, och familjen orkidéer.
Artens utbredningsområde är Sumatera. Inga underarter finns listade i Catalogue of Life.